# Jelšovec
Jelšovec (em húngaro: Jelsőc) é um município da Eslováquia, situado no distrito de Lučenec, na região de Banská Bystrica. Tem 8,13 km² de área e sua população em 2018 foi estimada em 337 habitantes.

## Demografia
| Ano:        | 1994 | 2004    | 2014    | 2024   |
| ----------- | ---- | ------- | ------- | ------ |
| Broj ljudi: | 188  | 274     | 314     | 303    |
| Razlika:    |      | +45,74% | +14,59% | -3,50% |

| Ano:               | 2023 | 2024   |
| ------------------ | ---- | ------ |
| Número de pessoas: | 315  | 303    |
| Diferença:         |      | -3,80% |